# Results May Vary
Results May Vary —en español: Los Resultados Pueden Variar— es el cuarto disco de estudio de Limp Bizkit, lanzado el 23 de septiembre de 2003 por Flip Records e Interscope. Fue el único lanzamiento de la banda bajo el liderazgo único de Fred Durst tras la partida temporal del guitarrista Wes Borland, quién dejó la banda en 2001. Mike Smith, guitarrista de Snot, fue inicialmente traído para reemplazar a Borland, aunque las riñas entre la banda y Smith luego llevaron a su salida, con la mayoría del material que se grabó junto a él siendo descartado del lanzamiento final. Durst y un número de invitados terminaron manejando la mayoría de la guitarra en el álbum.
El álbum difería del sonido establecido de Limp Bizkit hasta ese punto; aunque el disco todavía tenía elementos de hip hop y heavy metal, también se adentró hacia otros géneros musicales, incluyendo el rock alternativo, la música acústica, el funk y el jazz. También incluía menos rapeo y más letras introspectivas vinculadas con el desamor, el bullying y la autocompasión. Un supuesto romance con Britney Spears por parte de Durst (negado por la propia Spears) durante las sesiones de colaboración para su álbum In the Zone, y el resultante rechazo por Spears fueron citados como una inspiración para algo del material del álbum también. Para promover el álbum, se realizaron videos musicales con actores de alto perfil para el tema "Eat You Alive" con Bill Paxton y Thora Birch, y la versión de "Behind Blue Eyes" de The Who, con Halle Berry.
Tras su lanzamiento, Results May Vary llegó al número 3 en la lista Billboard 200, vendiendo al menos 325,000 copias en su primera semana de ventas. A pesar de que el álbum pasó a ser platino, tanto las ventas del día de lanzamiento como las posteriores todavía eran bajas en comparación a Significant Other (1999) y Chocolate Starfish and the Hot Dog Flavored Water (2000). Results May Vary vendió al menos un 1.3 millón de copias en los Estados Unidos, además de recibir críticas negativas.
Results May Vary fue el último disco de Limp Bizkit antes de entrar en hiatus por tres años, desde 2006 y 2009.

## Listado de canciones
| N.º   | Título                                                                            | Letras            | Música                            | Duración |  |
| 1.    | «Re-Entry»                                                                        | Fred Durst        | Fred Durst, John Otto, Sam Rivers | 2:37     |  |
| 2.    | «Eat You Alive»                                                                   | Durst             | Durst, Otto, Rivers, Mike Smith   | 3:57     |  |
| 3.    | «Gimme The Mic»                                                                   | Durst             | Durst, Otto, Rivers, Smith        | 3:05     |  |
| 4.    | «Underneath The Gun»                                                              | Durst             | Durst, Otto, Rivers, Smith        | 5:42     |  |
| 5.    | «Down Another Day»                                                                | Durst             | Durst, Otto, Rivers               | 4:06     |  |
| 6.    | «Almost Over»                                                                     | Durst             | Durst, Otto, Rivers, Smith        | 4:38     |  |
| 7.    | «Build a Bridge» (con Brian "Head" Welch)                                         | Durst             | Durst, Otto, Rivers, Welch        | 3:57     |  |
| 8.    | «Red Light-Green Light» (con Snoop Dogg, contiene el hidden track "Take It Home") | Snoop Dogg, Durst | DJ Lethal                         | 5:36     |  |
| 9.    | «The Only One»                                                                    | Durst             | Durst, Otto, Rivers, Smith        | 4:08     |  |
| 10.   | «Let Me Down»                                                                     | Durst             | Durst, Otto, Rivers               | 4:16     |  |
| 11.   | «Lonely World»                                                                    | Durst             | Durst, Otto, Rivers, Smith        | 4:34     |  |
| 12.   | «Phenomenon»                                                                      | Durst             | Durst, DJ Lethal, Otto, Rivers    | 3:59     |  |
| 13.   | «Creamer (Radio Is Dead)»                                                         | Durst             | Durst, Otto, Rivers               | 4:30     |  |
| 14.   | «Head for the Barricade»                                                          | Durst             | Durst, Otto, Rivers, Smith        | 3:34     |  |
| 15.   | «Behind Blue Eyes» (cover de The Who, contiene el hidden track "All That Easy")   | Pete Townshend    | Townshend                         | 5:58     |  |
| 16.   | «Drown»                                                                           | Durst             | Durst, Rivers                     | 3:58     |  |
| 68:33 |                                                                                   |                   |                                   |          |  |

## Créditos
- DJ Lethal - Tornamesa, teclados, samplers, programación, desarrollo de sonido.
- Fred Durst - Voz, guitarra
- John Otto - Batería
- Sam Rivers - Bajo, guitarra
- Mike Smith - Guitarra
- Brian Welch - Guitarra en "Build a Bridge"
- Elvis Baskette - Técnico de sonido, guitarra

## Recepción
La recepción crítica hacia Results May Vary fue principalmente negativa. El álbum recibió "reseñas generalmente negativas" en Metacritic, con un puntaje de 33 fuera de 100. Este es el segundo puntaje más bajo en Metacritic, solamente por encima de Playing with Fire de Kevin Federline. Según Stephen Thomas Erlewine de AllMusic, "la música no tiene melodía, hooks, o energía, [y] toda la atención está enfocada en el payaso saltando de arriba a abajo y gritando al frente, y antes de que el disco termine, te quedas preguntando, como demonios pudo él sacar este desastre?". En una reseña del compilado Greatest Hitz de Limp Bizkit, Erlewine se refirió a "Behind Blue Eyes" como el peor en la "interminable serie de covers vergonzosos" de la banda. Caroline Sullivan de The Guardian escribió, "Los problemas de Durst son omnipresentes - y a alguien todavía le importa?". Stylus criticó Results May Vary, refiriéndose al álbum como "el album que solamente puede ser descrito como abismal". Rob O'Connor de Yahoo! Launch también criticó el álbum: "No, Fred, los resultados no varian. Los resultados son consistentes a lo largo de tu nuevo album - consistentemente asqueroso." Kitty Empire de The Guardian escribió, "Limp Bizkit ha decidido exponer su lado mas tierno. Ellos no debieron haberse molestado [...] habiendo visto el otro lado de Limp Bizkit, tu quieres la versión antigua, sin complejos y cabeza hueca de vuelta". Scott Mervis de Pittsburgh Post-Gazette también criticó el álbum: "Results May Vary tiene pocos momentos culminantes - 'Almost Over' (muy Everlast) y 'Phenomenon' (muy Primus) - pero muy pocos para justificar todo el tiempo y energía gastados."